# Piętro reglowe
Piętro reglowe – jest to niskie piętro roślinności w górach, leżące powyżej piętra pogórza, a poniżej piętra kosodrzewiny. Górną granicę tego piętra stanowi górna granica lasu.
Dzieli się na:
- piętro regla dolnego
- piętro regla górnego

W reglu dolnym przeważają lasy bukowe, natomiast w reglu górnym świerkowe.
W klimacie umiarkowanie chłodnym, w wyższych górach Europy występuje ono na wysokości ok. 500–1500 m n.p.m., przy czym w różnych masywach zaznacza się ono na różnej wysokości, np. w Tatrach ok. 650–1500 m n.p.m., w Karkonoszach ok. 500–1250 m n.p.m. we Wschodnich Alpach ok. 800–1200 m n.p.m., w środkowych Niemczech ok. 450–650 m n.p.m. 
W tropikach jest to piętro Tierra templada opisane przez Humboldta. W Ameryce Południowej występuje ono na wysokości ok. 900–2000 m n.p.m.